# Amir Papazi
Amir Papazi (* 19. Dezember 2001) ist ein montenegrinischer Leichtathlet, der sich auf den Speerwurf spezialisiert hat und aktuell Inhaber des Landesrekordes ist.

## Sportliche Laufbahn
Erste internationale Erfahrungen sammelte Amir Papazi im Jahr 2018, als er bei den U18-Balkan-Meisterschaften in Istanbul mit einer Weite von 64,37 m den fünften Platz mit dem Jugendspeer belegte. Anschließend schied er bei den U18-Europameisterschaften in Győr mit 62,94 m in der Qualifikationsrunde aus. Im Jahr darauf belegte er bei den Spielen der kleinen Staaten von Europa (GSSE) in Bar mit 59,83 m den sechsten Platz und anschließend gelangte er bei den U20-Balkan-Meisterschaften in Cluj-Napoca mit 58,92 m auf Rang fünf. 2020 gewann er bei den U20-Balkan-Meisterschaften in Istanbul mit 65,44 m die Bronzemedaille und 2022 gelangte er bei den U23-Mittelmeer-Meisterschaften in Pescara mit 66,88 m auf Rang sechs. Im Jahr darauf belegte er bei den GSSE in Marsa mit 63,56 m den vierten Platz, ehe er bei der 3. Liga der Team-Europameisterschaft im Rahmen der Europaspiele in Chorzów mit 56,56 m Siebter wurde. 2024 belegte er bei den Balkan-Meisterschaften in Izmir mit 66,63 m den sechsten Platz.
In den Jahren von 2019 bis 2021 wurde Papazi montenegrinischer Meister im Speerwurf.